# Mausoleo Ossario Garibaldino
Il Mausoleo Ossario Garibaldino è una struttura monumentale situata sul colle Gianicolo a Roma, nel luogo dove tra il 30 aprile e i primi giorni del luglio 1849 era attestata l'ultima difesa della Repubblica Romana proclamata il 9 febbraio dello stesso anno. Vi si trovano i resti dei caduti nelle battaglie per Roma Capitale dal 1849 al 1870. Per volontà di Menotti Garibaldi e del padre furono avviati i lavori di recupero dei caduti sepolti in alcuni casi al Verano in altri ancora sul luogo di svolgimento della battaglia. La proposta di legge, per lo spostamento delle ossa presso il Gianicolo, venne presentata dal deputato Cairoli e dichiarata d’urgenza dal deputato Avezzana, approvata il 22 giugno del 1879 con la promulgazione della legge N. 4936. Il mausoleo attualmente visibile fu progettato e costruito, sotto il regime fascista, dall'architetto Giovanni Jacobucci (1895-1970) per volontà della Società dei Reduci Patrie Battaglie, su proposta di Ezio Garibaldi e fu inaugurato il 3 novembre del 1941, dopo due anni di lavori.

## Storia
Già dopo la presa di Porta Pia si pose l'esigenza di ricordare degnamente i caduti per Roma. Fu quindi realizzato un primo sepolcreto provvisorio nel 1879, ricordato da una lapide senza alcun nome, posta sul muro che dalla chiesa di San Pietro in Montorio va verso la cima del colle. L'iniziativa fu di un comitato presieduto dal figlio Menotti e dallo stesso Garibaldi e fu ratificata da una legge: "Il Governo del Re è autorizzato a concedere che siano raccolte sul Gianicolo le ossa di coloro che combattendo morirono per la difesa del 1849 o furono passati alle armi dopo la resa della città, o caddero per la liberazione del 1870" (Gazzetta Ufficiale del 28 giugno 1879). Le ricognizioni permisero di ritrovare le salme dei caduti: parecchi erano tumulati al Campo Verano, altri erano ancora sepolti sui luoghi delle battaglie presso le Mura, altri ancora a Villa Borghese, alla Giustiniana e in alcune vigne tra San Pancrazio e Porta Maggiore. Le prime tumulazioni nel sepolcreto del Gianicolo avvengono nello stesso 1879 mentre altre vengono poste nel 1884. Dopo un periodo di abbandono del luogo l'idea di realizzare un Mausoleo fu ripresa negli anni Trenta del '900 da Ezio Garibaldi, figlio di Ricciotti, allora presidente della "Società Reduci delle patrie battaglie", intitolata al nonno, e fu proposta al Governo, che ne sostenne i costi. La realizzazione fu curata dagli Uffici Tecnici del Governatorato.

## Struttura
Il Mausoleo è costituito da un'ara circondata da un quadriportico in travertino costituito da tre archi a tutto sesto su ogni lato senza copertura. In posizione elevata su una gradinata, è posta un'ara ricavata da un unico blocco di granito rosso di Baveno (Lago Maggiore), che presenta figurazioni allegoriche ispirate all'antichità romana: la lupa capitolina con il cartiglio S.P.Q.R, l’aquila imperiale, teste leonine, gladi romani, scudi e insegne legionarie, ad indicare come la Repubblica romana del 1849 si ispirasse all'antica Repubblica Romana. Questi motivi si ripetono in tutto l’apparato decorativo del Mausoleo. In corrispondenza degli angoli del quadriportico sorgono altrettanti pilastri monolitici in travertino che sorreggono dei bracieri bronzei decorati con teste di lupa, che ancora oggi vengono accesi nel corso delle cerimonie ufficiali. Sui piedistalli sono ricordate le battaglie più significative per la liberazione di Roma: 1849 Vascello, San Pancrazio, Palestrina, Velletri, Monti Parioli, Villa Spada; 1862 Aspromonte; 1867 Monterotondo, Mentana, Villa Glori, Casa Ajani; 1870 Porta Pia, San Pancrazio. Sull'attico della facciata principale è scolpita, in rilievo, la scritta: "Ai caduti per Roma 1849-1870", ed il motto: "Roma o morte".

## Interno
Sul retro una doppia rampa di scale scende al Sacrario, chiuso da un portale bronzeo anch'esso decorato da motivi ispirati alla romanità. La cripta è divisa in un vestibolo con piccole absidi laterali e un vano quadrato, che ha al centro un grande pilastro circolare, portante l’ara superiore, ornato con palme e croci votive in alabastro e con la scritta "Et facere et pati fortia romanum est". Il soffitto a volta ribassata è eseguito a mosaico in oro, alla cui base è posta la scritta: "Restino perennemente scolpiti nei cuori i nomi di coloro che morirono combattendo per fare più bella e più grande la Patria". Marmi policromi rivestono le pareti e il pavimento realizzato a scomparti geometrici intarsiati con motivi allegorici. Dietro le pareti sono  disposti 36 loculi chiusi da lapidi su cui sono incisi i nomi di oltre 1600 eroi caduti. Nella parete di fondo è posto il sarcofago in porfido con le spoglie di Goffredo Mameli, il giovane autore dell’inno d’Italia, ferito a morte proprio sul Gianicolo nel 1849 a soli 22 anni. Due lapidi all'interno riportano gli storici ordini del giorno del Municipio e del Triumvirato Romano (Giuseppe Mazzini, Aurelio Saffi, Carlo Armellini). In alto è posta una epigrafe a mosaico estrapolata dagli scritti di Mazzini: "Custodi delle glorie paterne. Veglia con voi l’angelo della Patria e l’angelo della Patria è fratello dell’angelo della Vittoria". Tra i caduti spiccano i nomi di Ciceruacchio, l’eroico popolano Angelo Brunetti fucilato con due figli a Cà Tiepolo; Andrea Aguyar, più noto come il fedele "Moro di Garibaldi"; Edoardo Negri, l’eroe trentino delle Cinque giornate milanesi caduto sulle mura di Roma nel 1849; Giacomo Venezian, ufficiale della II Legione caduto all’assalto di Vigna Barberini; Luciano Manara, il comandante del corpo dei Bersaglieri e poi Francesco Daverio, Enrico Dandolo, Emilio Morosini mentre tra le donne Giuditta Tavani Arquati e Colomba Antonietti Porzi, oltre a tutti i caduti delle più importanti battaglie.